# Скот Бейкър (австралийски писател)
Вижте пояснителната страница за други личности с името Скот Бейкър.
Че Бейкър (на английски: Ché Baker) е австралийски филмов и телевизионен деец – сценарист, консултант, продуцент, актьор, режисьор и технически специалист, както и писател на произведения в жанра трилър. Пише под псевдонима Скот Бейкър (на английски: Scott Baker)

## Биография и творчество
Бейкър е роден в Йоркшър, Англия. На тригодишна възраст се мести с родителите си и по-големия си брат в Австралия и израства в Сините планини. Завършва телевизионна и филмова продукция в университета Чарлс Щърт в Уага Уага и след това в университета в Северна Каролина. Докато е в САЩ работи по сезона на сериала „Доусън Крийк“ и няколко игрални филма с участието на Били Зейн и Патрик Суейзи.
През 2000 г. се завръща в Сидни и работи с „Channel Nine“, в студиото на Fox и с Apple като специалист по цифрово видео. През 2003 г. се премества в Канбера, за да тренира на елитно ниво таекуондо за участие в олимпиадата през 2004 г., но поради травма не участва.
Работи като консултант във филмовата и телевизионната индустрия, създава телевизионни реклами, музикални и корпоративни клипове и дивидита, като режисьор и редактор на свободна практика и специализира цифрови видеотехнологии. Той е един от водещите експерти в Австралия по цифрови видеоприложения за Мак. През 2011 г. работи в Уелингтън по трилогията на Питър Джаксън „Хобитът“.
Пише статии за списания и чете лекции в Националния университет на Австралия.
Първият му роман „Правилото на знанието“ е публикуван през 2013 г. Главният герой Шон Стрикланд е учен, който работи по темата за времето и пространството. На път за Кеймбридж открива странен пакет с древни документи, написани на староеврейски, гръцки и арамейски, и книга на английски език, документи, които могат да променят историята. Но и други опасни личности по следите на пакета.
Че Бейкър живее със семейството си в Канбера.

## Произведения

### Самостоятелни романи
- The Rule of Knowledge (2013)
Правилото на знанието, изд.: ИК „Бард“, София (2015), прев. Венцислав Божилов

### Екранизации
- 2017 Blue World Order